# Aktienindex für erneuerbare Energien
Der Aktienindex für erneuerbare Energien, engl. Renewable Energy Industrial Index (RENIXX) wurde vom Internationalen Wirtschaftsforum Regenerative Energien (IWR) im Jahr 2005/2006 entwickelt und ist der erste weltweite Branchen-Aktienindex, der die Performance von Unternehmen im Bereich der erneuerbaren Energien darstellen soll. Die Berechnung erfolgt nach den Prinzipien eines Performanceindex und findet mit einer Zeitverzögerung von etwa 15 Minuten aus den aktuellen Kursdaten statt, so dass eine Intraday-Anzeige möglich ist.

## Hintergrund
Das Internationale Wirtschaftsforum Regenerative Energien (IWR) wurde 1996 von Norbert Allnoch gegründet und hat die Rechtsform einer GmbH. Es ist ein eigenständiges Institut mit dem Schwerpunkt der regenerativen Energiewirtschaft.
Norbert Allnoch beschäftigte sich seit 1982 mit erneuerbaren Energien. Seit 1988 war er Leiter der Forschungsgruppe Windenergie an der Westfälischen Wilhelms-Universität in Münster und entwickelte eine Datenbank für Windenergieanlagen. Dieses Datenmaterial diente als Grundlage für zahlreiche Marktanalysen und Publikationen zur Marktentwicklung der Windenergie.
1995 definierte Allnoch „die interdisziplinäre Betrachtung der regenerativen Energieversorgung (Klimaschutz) und des regenerativen Anlagen- und Systembaus (Industriepolitik) für die drei Bereiche Strom, Wärme und Treibstoffe“ als Hauptaufgaben für sein Institut.

## Zusammensetzung
Der Aktienindex RENIXX soll die Kursentwicklung von Unternehmen aus dem Bereich der erneuerbaren bzw. regenerativen Energien wie Windenergie, Solarenergie, Bioenergie, Geothermie, Wasserkraft und Brennstoffzellen abbilden. Offizieller Starttermin war der 1. Mai 2006. Das Segment RENIXX World enthält internationale Aktien mit den 30 höchsten Marktkapitalisierungen an den Börsen in Deutschland.
Kriterien:
- Um aufgenommen werden zu können, müssen Unternehmen mehr als 50 % ihres Umsatzes im Bereich der erneuerbaren Energien tätigen.
- Nicht mehr als 50 % der Unternehmen des Index dürfen demselben Sektor (z. B. Windenergie, Solarenergie etc.) angehören.
- Die Sektoren Brennstoffzellen und Versorgungsunternehmen sollen nicht mit mehr als 20 % im Index repräsentiert werden.
- Unternehmen dürfen nicht mehrheitlich im Staatsbesitz sein.

Die Aufnahme in den Index und die Gewichtung basieren auf der Free-Float-Marktkapitalisierung an den deutschen Börsen. Eine Neugewichtung erfolgt vierteljährlich, über eine Neuzusammensetzung wird halbjährlich entschieden. Der Index hat zwar eine WKN (RENX01) und eine ISIN (DE000RENX014), ist aber nicht an der Börse via Zertifikat oder ähnliches handelbar. Ein ähnlicher Index ist der European Renewable Energy Index (ERIX). Ein wesentlicher Unterschied zum ÖkoDAX ist die internationale Erfassung und die größere Anzahl von Firmen. Für eine Durchmischung im RENIXX-World sorgt als
weitere Einschränkung, dass einzelne Unternehmen nicht zu mehr als 15 % Anteil im Index vertreten sein sollen.
| Trading Symbol | Börse     | Aktie / Unternehmen                                                           | ISIN         | Sektor           | Land                | Gewicht (%) |
| -------------- | --------- | ----------------------------------------------------------------------------- | ------------ | ---------------- | ------------------- | ----------- |
| 6WX.FSE        | Frankfurt | China Longyuan Power Group, gehört mehrheitlich zur China Guodian Corporation | CNE100000HD4 | Utility          | China Volksrepublik | 12,91 %     |
| ENZ.FSE        | Frankfurt | Enel Green Power                                                              | IT0004618465 | Utility          | Italien             | 12,47 %     |
| VWS.FSE        | Xetra     | Vestas Wind Systems                                                           | DK0010268606 | Wind             | Danemark            | 10,97 %     |
| BXE.FSE        | Frankfurt | Brookfield Renewable                                                          | BMG162581083 | Utility          | Kanada              | 9,63 %      |
| F3A.FSE        | Frankfurt | First Solar                                                                   | US3364331070 | Solar            | Vereinigte Staaten  | 9,22 %      |
| CXGH.FSE       | Frankfurt | Xinjiang Goldwind                                                             | CNE100000PP1 | Wind             | China Volksrepublik | 4,87 %      |
| GTQ1.FSE       | Frankfurt | Gamesa                                                                        | ES0143416115 | Wind             | Spanien             | 4,29 %      |
| EDW.FSE        | Frankfurt | EDP Renováveis                                                                | ES0127797019 | Wind             | Spanien             | 3,68 %      |
| S9P.FSE        | Frankfurt | SunPower                                                                      | US8676521094 | Solar            | Vereinigte Staaten  | 3,34 %      |
| WPA.FSE        | Frankfurt | Hanergy                                                                       | BMG4288G1024 | Solar            | China Volksrepublik | 2,97 %      |
| R3Q.FSE        | Frankfurt | Renewable Energy Corporation                                                  | NO0010112675 | Solar            | Norwegen            | 2,75 %      |
| 0SC.FSE        | Frankfurt | SolarCity                                                                     | US83416T1007 | Solar            | Vereinigte Staaten  | 2,48 %      |
| PW3N.FSE       | Frankfurt | Power One                                                                     | US73930R1023 | Solar            | Vereinigte Staaten  | 2,05 %      |
| M6Y.FSE        | Frankfurt | Meyer Burger                                                                  | CH0027700852 | Solar            | Schweiz             | 1,97 %      |
| DLT1.FSE       | Frankfurt | Motech Industries                                                             | US6197312019 | Solar            | Taiwan              | 1,48 %      |
| NDX1.ETR       | Xetra     | Nordex SE                                                                     | DE000A0D6554 | Wind             | Deutschland         | 1,45 %      |
| BGR.FSE        | Frankfurt | China High Speed Transmission Equipment Group                                 | KYG2112D1051 | Wind             | China Volksrepublik | 1,44 %      |
| HNM.FSE        | Frankfurt | Ormat Technologies                                                            | US6866881021 | Geothermal Power | Vereinigte Staaten  | 1,36 %      |
| DM2.FSE        | Frankfurt | GT Advanced Technologies                                                      | US36191U1060 | Solar            | Vereinigte Staaten  | 1,32 %      |
| YG11.FSE       | Frankfurt | Yingli Green Energy                                                           | US98584B1035 | Solar            | China Volksrepublik | 1,30 %      |
| L5A.FSE        | Frankfurt | Canadian Solar                                                                | CA1366351098 | Solar            | Kanada              | 1,24 %      |
| S92.ETR        | Xetra     | SMA Solar Technology                                                          | DE000A0DJ6J9 | Solar            | Deutschland         | 1,15 %      |
| ZOL.FSE        | Frankfurt | Zoltek                                                                        | US98975W1045 | Wind             | Vereinigte Staaten  | 0,92 %      |
| TR3.FSE        | Frankfurt | Trina Solar                                                                   | US89628E1047 | Solar            | China Volksrepublik | 0,86 %      |
| FEY.FSE        | Frankfurt | FuelCell Energy                                                               | US35952H1068 | Fuel Cells       | Vereinigte Staaten  | 0,80 %      |
| YI2.FSE        | Frankfurt | JA Solar                                                                      | US4660901079 | Solar            | China Volksrepublik | 0,77 %      |
| 5SZ1.FSE       | Frankfurt | Suzlon Energy                                                                 | US86960A1043 | Wind             | Indien              | 0,61 %      |
| CE2.FSE        | Xetra     | CropEnergies                                                                  | DE000A0LAUP1 | Utility          | Deutschland         | 0,57 %      |
| CAP.FSE        | Xetra     | Capital Stage                                                                 | DE0006095003 | Utility          | Deutschland         | 0,56 %      |
| PNE3.FSE       | Xetra     | PNE Wind                                                                      | DE000A0JBPG2 | Wind             | Deutschland         | 0,56 %      |

## Entwicklung
Der Index startete am 28. April 2006 mit 1000 Punkten und erreichte zur Jahreswende 2007/2008 über 1900 Punkte. Im Jahr 2008 begann sein Niedergang – hauptsächlich im Sog der internationalen Finanzkrise. Bis November 2012 sank der Index auf einen historischen Tiefstand von 146 Punkten.
Um den Betrieb zu finanzieren, gibt es kostenpflichtige Angebote.

## Rezeption und Kritik
Im Zusammenhang mit dem Niedergang des ÖkoDax wurde bereits 2012 kritisiert, „dass viele Geschäftsmodelle nicht nachhaltig sind.“ Beim RENIXX findet – wie beim ÖkoDAX – keine Bewertung nachhaltiger Kriterien statt. Maßstab ist nur die sogenannte Marktkapitalisierung. Zudem fehlen Aktiengesellschaften aus dem Bereich Wasserkraft fast völlig: Nur das kanadische Unternehmen Alterra Power war im RENIXX-World gelistet. Das österreichische Unternehmen Verbund schaffte den Aufstieg in den RENIXX World erst nach einigen Jahren. Die Rezeption in der Öffentlichkeit ist gering, im wissenschaftlichen Bereich bisher marginal.